# Zvirče
Zvirče je naselje u slovenskoj Općini Tržiču. Zvirče se nalazi u pokrajini Gorenjskoj i statističkoj regiji Gorenjskoj. 

## Stanovništvo
Prema popisu stanovništva iz 2002. godine naselje je imalo 396 stanovnika.